# هوراس لاد مور
هوراس لاد مور هو محامي وسياسي أمريكي، ولد في 25 فبراير 1837، وتوفي في 1 مايو 1914 في لورانس في الولايات المتحدة. نشط حزبياً في الحزب الديمقراطي. وقد انتخب عضو مجلس النواب الأمريكي ‏.